# Mallos (Kangasniemi, Södra Savolax, Finland)
Mallos eller Mallusjärvi är en sjö i Finland. Den ligger i kommunen Kangasniemi i landskapet Södra Savolax, i den södra delen av landet, 230 km norr om huvudstaden Helsingfors. Mallos ligger 102,4 meter över havet. Den är 12,4 meter djup. Arean är 10,16 kvadratkilometer och strandlinjen är 52,2 kilometer lång. Sjön  ingår i Kymmene älvs huvudavrinningsområde.   I omgivningarna runt Mallos växer i huvudsak blandskog.
I övrigt finns följande i Mallos:
- Maitokallio (en ö)
- Tervasaari (en ö)
- Peltosaari (en ö)
- Kellosaari (en ö)
- Muikkukallio (en ö)
- Korkeasaari (en ö)
- Pertinsaari (en ö)
- Väinönsaari (en ö)
- Pyöreäsaari (en ö)
- Mustasaari (en ö)
- Kuoresaari (en ö)
- Katosluoto (en ö)
- Lehtosaari (en ö)
- Leppäluoto (en ö)
- Härkösaari (en ö)
- Halkosaari (en ö)
- Keskussaari (en ö)
- Loutesaari (en ö)